# Stenomacrus affinitor
Stenomacrus affinitor là một loài tò vò trong họ Ichneumonidae.